# Archidiocèse de Campo Grande
L'archidiocèse de Campo Grande (en latin, Archidioecesis Brasiliapolitanus) est une circonscription ecclésiastique de l'Église catholique au Brésil.
Son siège se situe dans la ville de Campo Grande, capitale de l'État du Mato Grosso do Sul.
Son archevêque est depuis 2011 Dimas Lara Barbosa (pt).

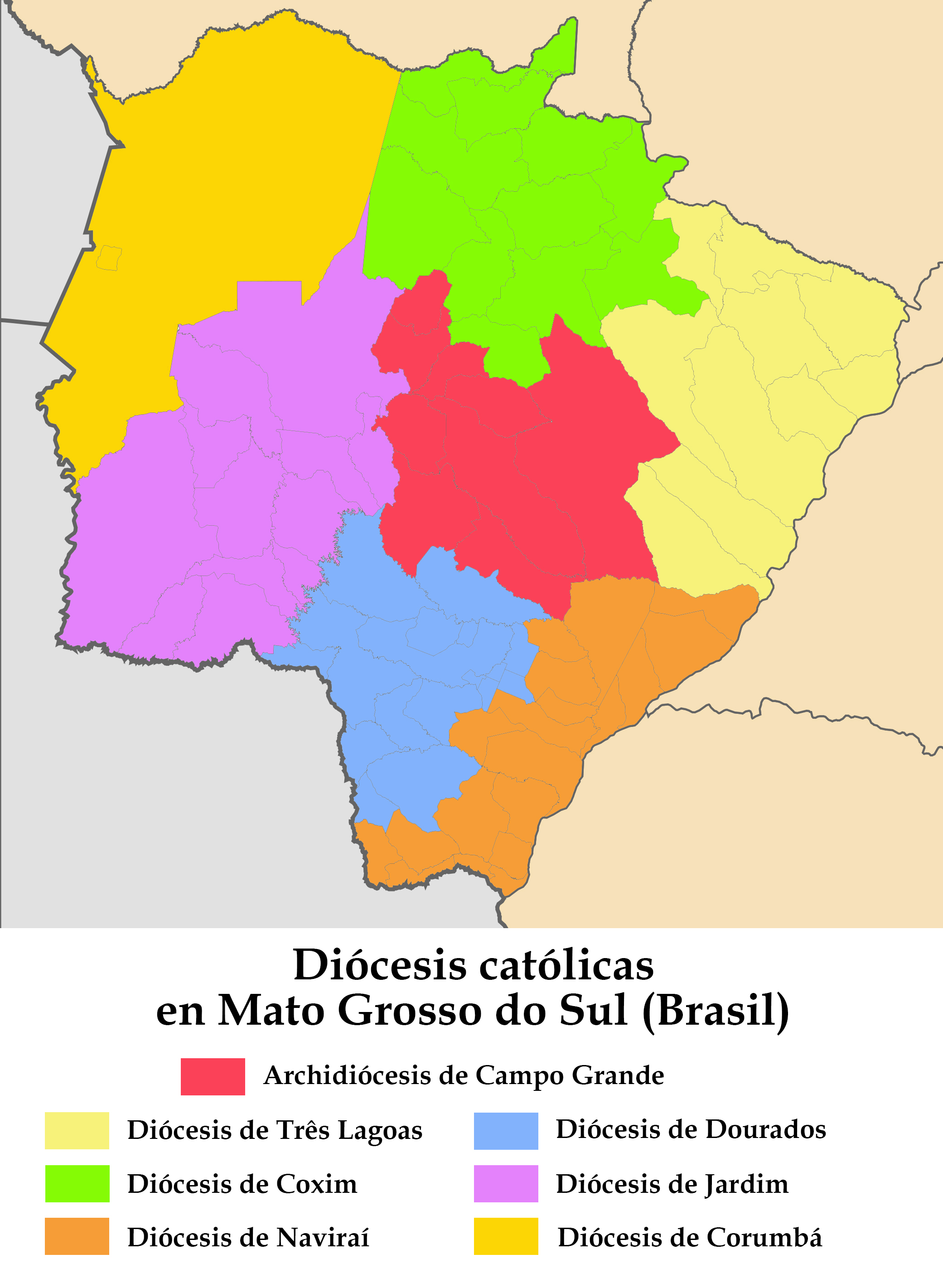
Province ecclésiastique de Campo Grande.